# Mathilda Carlsson

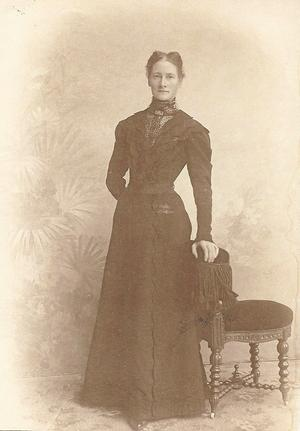
Konstväverska 1862-1938

Mathilda Johanna Carlsson, född 18 mars 1862 i byn Näsby i Dingtuna socken, död i oktober 1938, var en svensk konstväverska.

## Biografi
Mathilda Carlsson genomgick slöjdskolan för flickor i Dingtuna. 1885 flyttade hon till Stockholm som anställd hos familjen och ingenjören Carl Robert Lamm. Hon utbildade sig hos Handarbetets vänner och vid Tekniska skolan, idag Konstfack. Hon tog även emot elever för undervisning i sitt hem. 

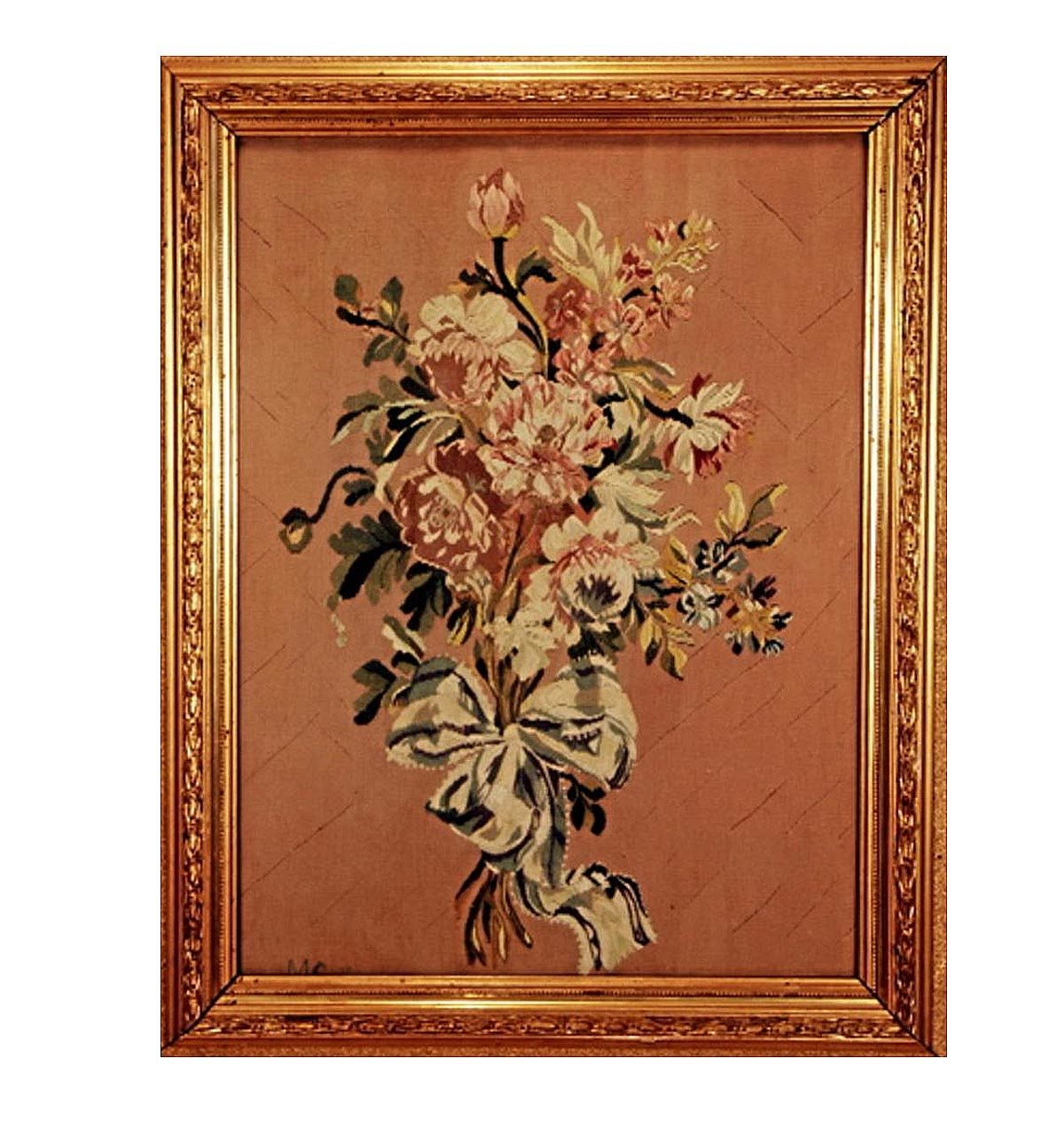
GOBELÄNG. Mathilda Carlsson

1897 deltog hon med vävda arbeten i Allmänna konst- och industriutställningen i Stockholm där hon finns omskriven i katalogen. 1899 fick hon ett stipendium till gobelängväveriet Manufacture des Gobelins i Paris, där hon studerade gobelängvävning. Arbeten från den tiden finns arkiverade hos Nordiska museet. Hon arbetade 1905–1915 bland annat för Kungliga slottet. Hon bedrev även undervisning och hade utställningar i sitt hem. 1915 återvände hon till barndomens Dingtuna. Mathilda fortsatte med textilier och hade även utställningar på Västerås Slott. 
Hennes arbeten återfinns idag i Dingtuna kyrka, dels i privat ägo samt i Nordiska museets arkiv liksom i Westmannaarvet i Hallstahammar. I sakristian i Dingtuna kyrka hänger en konstväv i gobelängteknik med guldtråd i väven, gjord 1934.
Hon är begraven i en kulturminnesmärkt grav på Dingtuna kyrkogård.